# Aladár Rácz
Pour les articles homonymes, voir Rácz.
Dans le nom hongrois Rácz Aladár, le nom de famille précède le prénom, mais cet article utilise l’ordre habituel en français Aladár Rácz, où le prénom précède le nom.
Aladár Rácz (né le 28 février 1886 à Jászapáti et mort le 28 mars 1958 à Budapest), est un musicien classique hongrois, joueur de cymbalum, lauréat du prix Kossuth et professeur de musique à l'académie de Budapest. Il influence Igor Stravinsky à incorporer le cymbalum dans ses compositions. 

## Biographie
Rácz Aladár est issu d'une famille d'origine gitane, son père musicien joue du alto et sa mère est vendeuse de plumes au marché local ; il est le troisième enfant sur les quatorze du foyer.  À partir de trois ans et demi, il apprend à jouer de la musique avec son père, qui lui fabrique un petit cymbalum. À l'âge de 8-9 ans, il joue dans l'orchestre de son père, puis se rend à Budapest où il joue dans les restaurants de la capitale ; n'ayant pas de quoi payer ses leçons, il apprend en regardant jouer les instrumentistes professionnels.
À l'âge de seize ans, il joue le soir au café EMKE de Budapest. En 1910, à l'âge de 24 ans, il est engagé dans un ensemble tzigane hongrois avec lequel il part jouer à Paris, puis en tournée en France, Espagne et Égypte. C'est durant cette période qu'il rencontre sa seconde femme, la violoniste et pianiste suisse Yvonne Barblan, qui l'accompagnera au piano dans ses interprétations de récitals et de disques. Ses programmes de concert comportent du baroque, du contemporain et quelques improvisations tziganes.
Il acquiert rapidement une grande renommée, Saint-Saëns l'a d'ailleurs appelé le "Ferenc Liszt du cymbalum". Il rencontre notamment Igor Stravinsky qui adopte l'inclusion du cymbalum dans ses compositions. Il se lie aussi avec Zoltan Kodaly, dont il joue la partie cymbalum de Hary Janos. En 1934 il devient l’ami de Béla Bartok, qui lui laisse toute liberté pour changer les tempi dans la partie cymbalum de sa « première rhapsodie pour violon et orchestre ». 
En 1938, il ouvre la chaire de cymbalum de l’académie de musique à Budapest. Il rencontre de nombreuses difficultés à faire accepter ses changements dans la pratique du cymbalum. Il est même totalement incompris par Ernő Dohnányi, le directeur de l’académie de musique, ainsi que par György Cziffra. Cependant, malgré ces obstacles, il n'abandonne pas son poste, grâce aux encouragements qui lui sont prodigués par Bartok et son épouse.

## Postérité
Il meurt le 28 mars 1958 à Budapest. Une plaque à son nom est apposée en son hommage dans cette ville.

## Prix, récompenses et distinctions
- 1948 : Prix Kossuth[2].
- 1999 : Prix du patrimoine hongrois (à titre posthume)

## Discographie
- Stravinsky, Ragtime (31 septembre 1934, « Composers in person » CD 16, EMI 2 17575 2) (OCLC 698116957 et 463484099)
- Le cymbalum classique : Couperin, Dandrieu, Daquin et Scarlatti (1962, LP Westminster WST-17011 / XWN-19011 / White Label HRC098) (OCLC 658778647)
- Aladár Rácz au cymbalum : Bull, Daquin, Couperin, Muffat, Scarlatti, Stravinsky ; Danses roumaines et hongroises ; improvisations - accompagné d'Yvonne Rácz-Barblan au piano (1969, LP Bartok Records 929) (OCLC 314377114)